# نیژنه‌یارکیه‌وو
نیژنه‌یارکیه‌وو (انگلیسی: Nizhneyarkeyevo) یک شهرک در شهرستان ایلیشفسکی استان باشقیرستان کشور روسیه است.